# ボリス・アレクセーエヴィチ・ゴリツィン

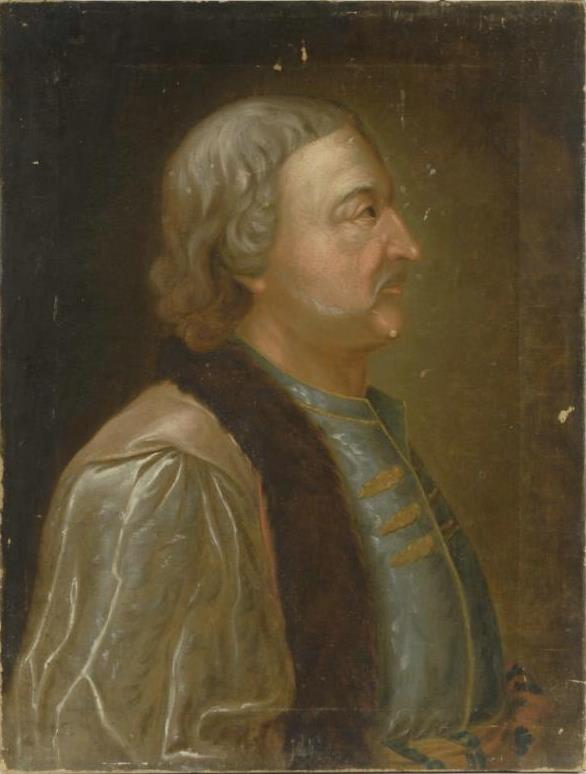
ボリス・アレクセーエヴィチ・ゴリツィン公

ボリス・アレクセーエヴィチ・ゴリツィン公（Бори́с Алексе́евич Голи́цын、1654年7月30日 - 1714年10月29日）は、ロシア・ツァーリ国の貴族、政治家。ゴリツィン家出身。

## 生涯
1676年、ロシア宮廷の侍従になった。1689年にピョートル1世が姉ソフィア・アレクセーエヴナの陰謀に抵抗したときはピョートル1世を支持、至聖三者聖セルギイ大修道院に避難するよう進言してピョートル1世の勝利に貢献した。1690年にボヤールに叙され、レフ・ナルイシキンとともに内政を担当した。1694年にピョートル1世の母ナタリヤ・ナルイシキナが死去するとゴリツィンの影響力はさらに増し、ピョートル1世に同伴して白海に向かい（1694年 - 1695年）、1695年のアゾフ戦役にも参加した。また1697年から1698年までのピョートル1世の大使節団では随行せずロシアを統治した。
1707年から1708年のブラヴィンの乱がゴリツィンの統治する地域全域を影響したため、彼はピョートル1世の信任を失い、1707年にヴォルガ川諸州の統治をアンドレイ・マトヴェーエフに譲らされた。死去直前の1713年、修道院に入った。

## 評価
ブリタニカ百科事典第11版によると、ロシアが西欧化をはじめた17世紀において、高度な教育を受けてラテン語を流暢に話すゴリツィンは当時としてはまれな存在であった。しかし、大酒飲みであり、しかも外国人からふるまわれた料理を取って家にある妻に送るなど洗練されていない行動も多く、結果的にはピョートル1世の信任を失う一因となった。